# بیمارستان باچ مای
بیمارستان باچ مای (به انگلیسی: Bach Mai Hospital) بیمارستانی در شهر هانوی کشور ویتنام است و دارای ۱۰۴ تخت است.